# Valeriana hebecarpa
Valeriana hebecarpa är en kaprifolväxtart som beskrevs av Dc. Valeriana hebecarpa ingår i släktet vänderötter, och familjen kaprifolväxter. Inga underarter finns listade i Catalogue of Life.